# Walter Pater
Walter Horatio Pater (Shadwell, 4 agosto 1839 – Oxford, 30 luglio 1894) è stato un saggista e critico letterario inglese, passato alla storia per essere stato uno dei fondatori del movimento estetico.

## Biografia
Walter Pater era il secondo figlio di Richard Glode Pater, un dottore che si era trasferito a Shadwell nei primi anni del XIX secolo e che curava la gente povera. Egli morì quando Pater era ancora bambino, cosicché la famiglia si trasferì a Enfield.
Nel 1853 Pater fu mandato a studiare alla King's School di Canterbury, dove la bellezza della cattedrale gli lasciò un'impressione che gli rimase per tutta la vita. Da studente egli lesse Modern Painters di John Ruskin e, per un breve periodo, fu attratto verso gli studi artistici, non mostrando ancora il gusto letterario che di lì a poco avrebbe sviluppato. I suoi progressi furono sempre graduali; tuttavia ottenne una borsa di studio, grazie alla quale si iscrisse al The Queen's College di Oxford nel 1858.
La sua vita universitaria fu stranamente monotona: era un ragazzo timido, che leggeva molto e che aveva creato poche amicizie. Un letterato, Benjamin Jowett, fu colpito dal potenziale di Pater e si offrì per impartirgli delle lezioni private. Ciononostante, al Queen's College Pater non brillò particolarmente, anzi ottenne in extremis la laurea in Literae Humaniores nel 1862. Dopo aver terminato gli studi, Pater si stabilì a Oxford, lavorando come insegnante privato. Da ragazzo aveva accarezzato l'idea di entrare nella Chiesa Anglicana, ma a Oxford la sua fede cristiana fu scossa. Nel 1864, essendogli stato offerto un posto da ricercatore al Brasenose College, scelse di intraprendere la carriera universitaria.
In realtà Pater non ebbe intenzione di sprofondare nel torpore accademico. Non appena incominciò la sua carriera, la sfera dei suoi interessi si allargò rapidamente: egli divenne sempre più interessato alla letteratura, incominciando a scrivere articoli e appunti critici. Il primo di questi fu un saggio breve su Coleridge, pubblicato nel 1866 sul Westminster Review. Alcuni mesi più tardi, nel gennaio del 1867, sempre per lo stesso giornale, scrisse un saggio su Winckelmann, in cui si intravidero le prime espressioni del suo idealismo.
L'anno successivo i suoi studi sulla poesia estetica apparvero sul Fortnightly Review, a cui seguirono altri saggi su Leonardo da Vinci, Botticelli, Pico della Mirandola e Michelangelo. Questi ultimi, assieme ad altri studi, furono raccolti nel 1873 in un libro intitolato Studies in the History of the Renaissance (Studi sulla vita del Rinascimento). Pater, ormai punto di riferimento di un piccolo circolo di Oxford, ottenne considerazione a Londra come altrove, annoverando tra i suoi amici i Preraffaelliti.
In seguito Pater divenne un candidato per la cattedra di poesia dell'Università di Oxford, ma subito si ritirò dalla competizione per via del suo personale criticismo, che in parte venne deriso da Mallock in un romanzo satirico intitolato The New Republic (La nuova repubblica). In quest'opera Pater fu ritratto, attraverso stereotipi, come un effeminato esteta inglese.
Intanto Pater scrisse il suo capolavoro, il romanzo filosofico Marius the Epicurean (Mario l’Epicureo), ottenendo un grosso seguito. L'opera fu pubblicata nel 1885 e in essa Pater mostra, con pienezza ed elaborazione, il suo ideale di vita estetica, il suo culto della bellezza (in opposizione allo spoglio ascetismo), e la sua teoria dell'effetto stimolante nel perseguirla come ideale per sé stessa. Quest'ultimo concetto fu riassunto efficacemente nel motto art for art's sake (ossia l'arte per il gusto dell'arte stessa). I principi del movimento estetico furono in larga parte tracciati da Pater, e il suo forte impatto fu particolarmente sentito da uno dei capigruppo del movimento, Oscar Wilde, uno dei suoi allievi a Oxford.
Nel 1887 Pater pubblicò Imaginary Portraits (Ritratti immaginari, una raccolta di saggi filosofici), nel 1889 Appreciations, with an Essay on Style (Apprezzamenti, con un saggio sullo stile), nel 1893 Plato and the Platonism (Platone e il platonismo) e nel 1894 The Child in the House (Il bambino nella casa).  Le opere Greek Studies (Studi greci) e Miscellaneous Studies (Studi miscellanei) furono pubblicate postume nel 1895, così come il romanzo Gaston de Latour nel 1896. I suoi saggi scritti per il quotidiano The Guardian furono stampati privatamente nel 1897, mentre nel 1901 fu realizzata un'edizione che comprende tutte le opere di Pater.
Negli ultimi anni di vita, Pater esercitò una crescente e considerevole influenza. La sua mente, tuttavia, ritornò al fervore religioso della sua gioventù. Coloro i quali lo conoscevano bene credevano che, se fosse vissuto a lungo, avrebbe recuperato appieno il suo desiderio da fanciullo di prendere gli ordini religiosi. Pater morì di febbre reumatica all'età di 55 anni e fu sepolto nello storico cimitero antico di St. Cross, che con l'annessa Chiesa parrocchiale di St. Cross rappresenta uno dei gioielli nascosti della presenza religiosa in Oxford, al fianco di altri importanti nomi della tradizione letteraria britannica.
Pater scrisse non senza difficoltà, correggendo assiduamente le sue opere. Il suo stile letterario, calmo e contemplativo, suggerì (secondo quanto detto da Chesterton) un "grande sforzo verso l'imparzialità". La ricchezza e la profondità del suo linguaggio era intonato alla sua filosofia di vita. Gli idealisti vi trovarono ispirazione nel suo desiderio di "ardere con una fiamma duratura come una gemma" e di vivere in armonia con il sublime.

## Pubblicazioni
- Il Rinascimento, a cura di Mario Praz, Collana Saggi, Edizioni Scientifiche Italiane, 1965. - Abscondita, 2002-2019.
- Marius the Epicurean. His Sensation and Ideas (1885)
  -  Mario l'epicureo, traduzione di Lidia Storoni Mazzolani, Prefazione di Mario Praz, Torino, Einaudi, 1943-1997.
  -  Mario l'epicureo, traduzione di Alberto Rossatti, Introduzione di Viola Papetti, Milano, BUR, 2001.
- Imaginary Portraits (1887)
  -  Ritratti immaginari, a cura di Mario Praz, Collana Piccola Biblioteca n.96, Milano, Adelphi, 1980, ISBN 978-88-459-0419-6.
  -  Ritratti immaginari, traduzione di F. Marucci, a cura di G. Fossi, Firenze, Giunti, 1994, ISBN 978-88-092-0382-2.
- Studi greci, traduzione di Vittoria Caterina Caratozzolo, Prefazione di Paola Colaiacomo, Roma, Editori Riuniti, 1995. - Abscondita, 2007-2018.